# Discours de Jacques Chirac du 16 juillet 1995 au Vélodrome d'Hiver
Le discours de Jacques Chirac du 16 juillet 1995 est un discours prononcé au square de la Place-des-Martyrs-Juifs-du-Vélodrome-d'Hiver par Jacques Chirac, alors récemment élu président de la République française, au cours de la cérémonie commémorant le 53e anniversaire de la rafle du Vélodrome d'Hiver ayant eu lieu durant la Seconde Guerre mondiale.
C'est par ce discours que les plus hautes autorités françaises reconnaissent pour la première fois la responsabilité de la France dans la déportation vers les camps de la mort des Juifs de France lors de la Collaboration durant l'occupation de la France par l'Allemagne nazie. 

## Contexte
La fin du second septennat de François Mitterrand est marquée par la polémique sur ses engagements de jeunesse, notamment autour de la mémoire de la Rafle des juifs des 16 et 17 juillet 1942 au Vélodrome d'Hiver.
Son passé vichyste, qui lui valut une décoration de la francisque est l'objet du livre de Pierre Péan Une jeunesse française paru en septembre 1994.
Jusqu’en 1992, le souvenir de la rafle est entretenu par les seules associations juives. Publié par le quotidien Le Monde l’appel du « Comité Vel d’Hiv 42 » demande au président de la République François Mitterrand « que soit reconnu et proclamé officiellement par le président de la République, chef de l’État, que l’État français de Vichy est responsable de persécutions et de crimes contre les Juifs de France ». S'il vient déposer une gerbe de fleurs le 16 juillet 1992, il est hué par une partie des participants, car dans son interview présidentielle du 14 juillet, il avait déclaré qu'« en 1940, l’État français, c’était le régime de Vichy, ce n’était pas la République ».
Dans la foulée, le député socialiste Jean Le Garrec, président de la Commission des finances de l'Assemblée nationale, dépose une proposition de loi visant à faire du 16 juillet « une Journée nationale à la mémoire des victimes des crimes racistes et antisémites de l’État français et d'hommage aux Justes de France » à laquelle s'associent 133 députés et 28 sénateurs socialistes,. Le PCF dépose une proposition de loi similaire le 9 octobre. Le dépôt d'une gerbe sur la tombe de Pétain au nom de François Mitterrand le 11 novembre 1992 provoque la désapprobation de plusieurs hauts responsables socialistes dont Lionel Jospin, Henri Emmanuelli et Laurent Fabius. Alors que les polémiques sur l'histoire de Vichy ne faiblissent pas et François Mitterrand craignant le débat parlementaire, il reprend à son compte la proposition de Jean Le Garrec : un décret pris le 3 février 1993 et publié au Journal officiel 4 février 1993 institue la Journée nationale à la mémoire des victimes des persécutions racistes et antisémites commises sous l'autorité de fait dite « gouvernement de l'État français » (1940-1944),. Elle sera renommée en 2000 « Journée nationale à la mémoire des victimes des crimes racistes et antisémites de l'État français et d'hommage aux « Justes » de France »,. 
Un monument commémoratif y est inauguré le 17 juillet 1994 par François Mitterrand au square de la Place-des-Martyrs-Juifs-du-Vélodrome-d'Hiver. Dû au sculpteur Walter Spitzer et à l'architecte Mario Azagury, il représente — sur un socle incurvé évoquant la piste du vélodrome — des civils symbolisant les victimes de la rafle (enfants, femme enceinte, personnes âgées),. Cependant, lors d'un entretien télévisé face au journaliste Jean-Pierre Elkabbach en décembre 1994, contemporain de la polémique sur son amitié avec René Bousquet, ancien secrétaire général de la police de Vichy et organisateur de la rafle du Vél d’Hiv, François Mitterrand reste inflexible en déclarant que « la République n’a rien à voir avec ça » et qu’il ne fera « pas d’excuses au nom de la France ».
Jacques Chirac devient président de la République le 17 mai 1995. Reçu en audience, le président du CRIF Henri Hajdenberg invite Jacques Chirac à participer à la commémoration de la rafle du Vélodrome d'Hiver, mais ce dernier ne dévoile pas ses intentions à son interlocuteur.

## Discours de Jacques Chirac

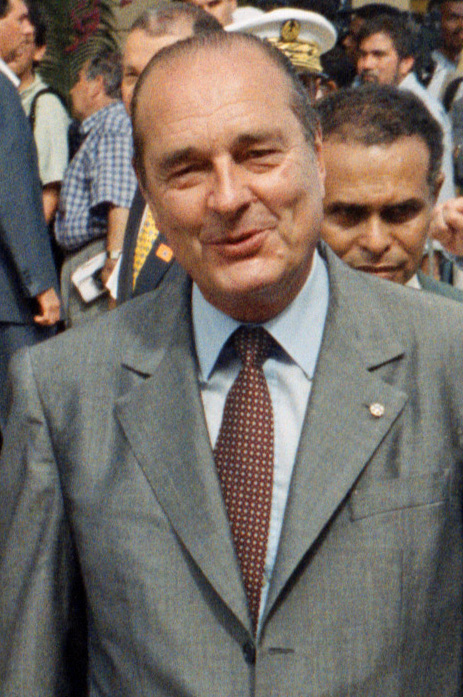
Jacques Chirac en 1997.

Le 16 juillet 1995, Jacques Chirac participe à la cérémonie de commémoration du 53e anniversaire de la rafle, devant le monument inauguré l'année précédente par son prédécesseur, François Mitterrand, à l'emplacement du Vélodrome d'Hiver, démoli en 1959.
Le discours a été rédigé par Christine Albanel, qui était une de ses plumes depuis plusieurs années,. Elle précise : « J’ai écrit ces mots, j’ai traduit la conviction et la volonté de Jacques Chirac de les prononcer et c’est devenu un discours historique, au-delà même de ce que nous pensions au moment où il a été écrit ».
Bien que la Déportation ne fut pas un sujet débattu lors de la récente élection présidentielle, Jacques Chirac reconnait la responsabilité de la France dans celle-ci en déclarant que «  ces heures noires souillent à jamais notre histoire et sont une injure à notre passé et à nos traditions.  Oui, la folie criminelle de l’occupant a été secondée par des Français, secondée par l’État français ». Jacques Chirac déclare dans son discours : « La France, patrie des Lumières et des Droits de l'Homme, terre d'accueil et d'asile, la France, ce jour-là, accomplissait l'irréparable ».
Avec son discours, Jacques Chirac rompt avec la doctrine du général de Gaulle, qui, dès son entrée dans Paris en août 1944, proclamait: « Vichy fut toujours et demeure nul et non avenu »,.  
Bien que les années 1970 voient des livres et des œuvres apporter un autre regard, comme le film Le Chagrin et la Pitié de Marcel Ophüls et le livre La France de Vichy et provoquent de profonds débats dans la société, la ligne édictée par De Gaulle sera suivie reste suivie par Georges Pompidou, qui gracie Paul Touvier, puis par Valéry Giscard d'Estaing et enfin François Mitterrand, qui rejetaient cette reconnaissance au motif que le régime de Vichy, sous la direction duquel ces exactions ont été menées, n'aurait pas été l'autorité politique légitime de la France, opposant que cette autorité aurait été alors seule incarnée par le chef de la France libre, alors que le régime de Vichy collaborait avec les occupants, en procédant à des arrestations et à des rafles. 
Dans un souci de réconciliation, de distinguer les Français de la responsabilité de l’État français, il rend hommage aux Justes de France qui auraient, selon lui, permis de sauver les trois quarts des Juifs sur le sol national sous l’Occupation. 
Après avoir fait allusion aux théories racistes et révisionnistes de l'extrême-droite, Jacques Chirac conclut son discours sur un parallèle entre les valeurs humanistes avivées en Europe à partir de 1942 face à la Shoah par un parallèle avec la guerre de Bosnie-Herzégovine, alors que se déroule au même moment le génocide de Srebrenica. : « Ces valeurs, celles qui fondent nos démocraties, sont aujourd'hui bafouées en Europe même, sous nos yeux, par les adeptes de la "purification ethnique". Sachons tirer les leçons de l'Histoire. N'acceptons pas d'être les témoins passifs, ou les complices, de l'inacceptable. »

## Réactions

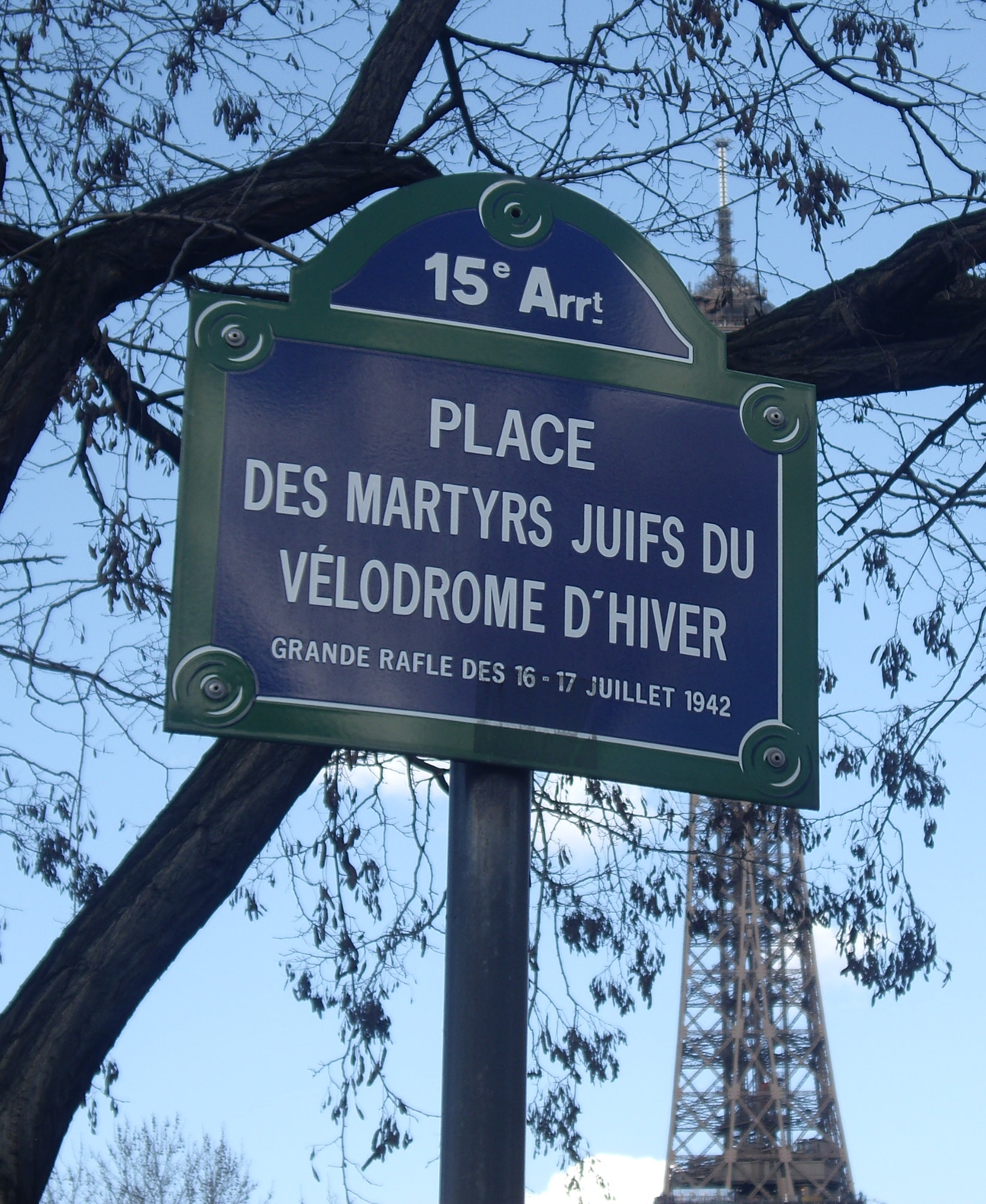
Plaque de la place des Martyrs-Juifs-du-Vélodrome-d'Hiver.

Une large partie de la presse félicite le président Chirac pour cette déclaration,. La communauté juive de France est également très satisfaite (Serge Klarsfeld, qui avait invité Chirac à prononcer ce discours, dira plus tard que celui-ci est « ce qui restera du septennat de Jacques Chirac »). Simone Veil, elle-même rescapée d'Auschwitz, rend hommage à Jacques Chirac au sujet de ce discours, dans son autobiographie Une vie parue en 2007.
En privé, l'ancien président François Mitterrand se montre critique à l'égard du discours, considérant que Chirac confondait dans son texte la France, l'État français et le régime de Vichy. Il aurait déclaré : « La phrase de Chirac est ambiguë. Il dit d'abord “l'État français est responsable”. L'État français est le nom donné au régime qui a aboli la République. Ensuite, il ajoute “la France”... C'est là que je ne suis pas d'accord ! Vichy était une dictature molle, la France était occupée. Non, la République n'a pas à présenter d'excuses ».
Des barons du gaullisme, tels que l'ancien Premier ministre Pierre Messmer, Pierre Juillet, ou encore Pierre Lefranc, font part, après l'allocution présidentielle, de leur courroux.
Ce n'est que deux ans après le discours de Jacques Chirac, que l'ancien président de l'Assemblée nationale et gaulliste déclaré Philippe Séguin qui, quelques jours après la déclaration de Jean-Marie Le Pen qui affirmait qu'il était « plus confortable de résister à Londres que de résister à Paris », déclare au journal télévisé de France 2 que « le procès Papon est le prétexte à deux procès : le procès du général de Gaulle et du gaullisme, et le procès de la France » : il  dénonce un « climat d'expiation collective et d'autoflagellation permanente dont un certain nombre de Français commencent à éprouver de la lassitude ».

## Conséquences
Dans la foulée du discours de 1995, Jacques Chirac charge son premier ministre Alain Juppé de créer une commission pour enquêter sur les spoliations des biens des Juifs de France sous l'Occupation, la Mission d'étude sur la spoliation des Juifs de France, dite Commission Mattéoli. Ses conclusions conduisant à créer la Commission d'indemnisation des victimes de spoliations (CIVS) et celle de la Fondation pour la mémoire de la Shoah en 2000, alors que le Mémorial de la Shoah est inauguré par Jacques Chirac en 2005.
Après son hommage aux Justes de France lors de son discours de 1995, Jacques Chirac, les honore collectivement le 18 janvier 2007 quelques mois avant la fin de son second mandat présidentiel lors d'une cérémonie au Panthéon. Il n'inscrit pas son message dans la repentance, mais veut exalter à travers eux la fierté d'une histoire commune : « Vous (les Justes) incarnez la France dans ce qu'elle a de plus universel, dans la fidélité aux principes qui la constituent. Grâce à vous, grâce à d'autres héros à travers les siècles, nous pouvons regarder la France au fond des yeux et notre histoire en face »", au terme de jalons mémoriels marqués par son hommage aux Justes protestants du Chambon-sur-Lignon (Haute-Loire) le 8 juillet 2004 et celui de la nation à Alfred Dreyfus le 12 juillet 2006,,.
Les successeurs de Jacques Chirac à la présidence réaffirment sa position. Si Nicolas Sarkozy ne prononce pas de discours au Vél d’Hiv, François Hollande déclare en 2012 que « ce crime fut commis en France, par la France », puis en 2017 Emmanuel Macron assène : « C’est bien la France qui organisa la rafle puis la déportation et, pour presque tous, la mort des 13 152 personnes arrêtées les 16 et 17 juillet à Paris ».

## Hommage
Le 14 avril 2021, le Conseil de Paris vote le renommage de la majeure partie du quai Branly (de la portion située devant le musée du Quai Branly jusqu'à la place des Martyrs-Juifs-du-Vélodrome-d'Hiver, située non loin de l'ancien vélodrome et baptisée ainsi en 1986) « quai Jacques-Chirac », en hommage à l'ancien président de la République française, notamment pour avoir prononcé ce discours.